# Jonjoe Kenny
Jonjoe Kenny (Kirkdale, 1997. március 15. –) angol labdarúgó.

## Pályafutása

### Klubcsapatban
Az Everton utánpótlásában nevelkedett, 2014 júliusában kapott profi szerződést. 2015. július 21-én kölcsönadták a harmadosztályú Wigannek. Hét alkalommal lépett pályára a felnőttek között, kölcsönszerződése lejártával visszatért a Karamellákhoz, annak ellenére, hogy Gary Caldwell menedzser meghosszabbította volna még szerződését. 2016. január 27-én a negyedosztályú Oxford Unitedhoz adták kölcsön egy hónapra, később a szezon végéig meghosszabbították.
A csapat alapemberévé vált, a szezon végén fel is jutottak a harmadosztályba, de ekkor Kenny már nem volt a csapatnál, mivel az Everton visszarendelte: az ideiglenesen David Unsworth vezette Karamellák mezében az élvonalban 2016. március 15-én a Norwich ellen, Matthew Pennington cseréjeként mutatkozott be.
A rákövetkező idényben többször is padozott a felnőttcsapatban, helyette az Unsworth vezette Premier League 2-csapat alapembere volt. Az idény végén a fiatalok hatalmas meglepetésre meg is nyerték a bajnokságot. A felnőttek között mindössze egyszer, a Swansea elleni május 6-i mérkőzésen, Mason Holgate cseréjeként lépett pályára.
A 2017–18-as szezonra alapemberré vált: szeptember 20-án a Sunderland elleni 3–0-ra megnyert Ligakupa-találkozót, szeptember 28-án az Apóllon Lemeszú elleni EL-mérkőzést (2–2) játszotta végig, a bajnokságban első végigjátszott találkozója Ronald Koeman utolsó mérkőzése, az Arsenal elleni 5–2-es vereség volt. A csapatot ideiglenesen átvevő David Unsworth, majd a véglegesített Sam Allardyce keze alatt a következő 12 mérkőzést végigjátszotta, két gólpasszt is kiosztott. Első FA-kupa-összecsapása a Liverpool ellen 2–1-re elveszített január 5-i mérkőzés volt.
2017 decemberében 2022-ig szerződést hosszabbított.
2019. június 10-én kölcsönbe került a német Schalke 04 csapatához. 2021. február 1-jén félévre a skót Celtic csapatába került kölcsön. A 2021–22-es szezon végén felajánlották neki szerződésének meghosszabbítását, de ő ezt nem fogadta el.

### A válogatottban
2014 májusában megnyerte az angol U17-es labdarúgó-válogatottal a korosztályos Európa-bajnokságot. A Hollandia elleni döntő büntetőpárbajában Kenny értékesítette a győztes tizenegyest. Bekerült a torna csapatába is.
Kenny ott volt a 2016-os U19-es labdarúgó-Európa-bajnokságon is, az Olaszország elleni vesztes elődöntőn is kezdő volt.
Kenny az U20-asokkal részt vett a 2017-es világbajnokságon. Mind a hét mérkőzést végigjátszotta, a Venezuela ellen 1–0-ra megnyert döntővel Anglia az 1966-os világbajnoki győzelem óta először nyert világtornát.

## Statisztika
2017. december 30. szerint
| Klub           | Idény    | Bajnokság      | Bajnokság | Bajnokság | Kupa     | Kupa | Ligakupa | Ligakupa | Egyéb    | Egyéb | Összesen | Összesen |
| Klub           | Idény    | Szint          | Mérkőzés  | Gól       | Mérkőzés | Gól  | Mérkőzés | Gól      | Mérkőzés | Gól   | Mérkőzés | Gól      |
| -------------- | -------- | -------------- | --------- | --------- | -------- | ---- | -------- | -------- | -------- | ----- | -------- | -------- |
| Everton        | 2015–16  | Premier League | 1         | 0         | —        | —    | —        | —        | —        | —     | 1        | 0        |
| Everton        | 2016–17  | Premier League | 1         | 0         | 0        | 0    | 0        | 0        | —        | —     | 1        | 0        |
| Everton        | 2017–18  | Premier League | 16        | 0         | 1        | 0    | 2        | 0        | 3        | 0     | 22       | 0        |
| Everton        | Összesen | Összesen       | 18        | 0         | 1        | 0    | 2        | 0        | 3        | 0     | 24       | 0        |
| Wigan Athletic | 2015–16  | League One     | 7         | 0         | —        | —    | 0        | 0        | —        | —     | 7        | 0        |
| Oxford United  | 2015–16  | League Two     | 17        | 0         | 1        | 0    | —        | —        | 2        | 0     | 20       | 0        |
| Összesen       | Összesen | Összesen       | 41        | 0         | 1        | 0    | 2        | 0        | 4        | 0     | 51       | 0        |

## Sikerei, díjai
Oxford United
- Football League Two ezüstérmes: 2015–16
- Football League Trophy ezüstérmes: 2015–16[25]

Angol utánpótlás-válogatottak
- U17-es labdarúgó-Európa-bajnokság győztes: 2014
- U20-as labdarúgó-világbajnokság győztes: 2017
- Touloni Ifjúsági Torna győztes: 2018

Egyéni
- U17-es labdarúgó-Európa-bajnokság torna csapata: 2014
- Bundesliga – Hónap tehetsége: 2019 augusztus

## Fordítás
Ez a szócikk részben vagy egészben  a   Jonjoe Kenny című angol Wikipédia-szócikk ezen változatának fordításán alapul.  Az eredeti cikk szerkesztőit annak laptörténete sorolja fel. Ez a jelzés csupán a megfogalmazás eredetét és a szerzői jogokat jelzi, nem szolgál a cikkben szereplő információk forrásmegjelöléseként.